# Höxter (Schiff)
Die Höxter ist ein Fahrgastschiff auf der Weser und wird als Tagesausflugsschiff im Linienverkehr und für Themenfahrten eingesetzt. Das Schiff wird von der Flotte Weser betrieben. Es ist zugelassen für maximal 600 Personen.

## Geschichte
Das Schiff wurde im Jahr 1980 an der Arminiuswerft in Bodenwerder an der Weser in Niedersachsen gebaut. Benannt wurde das Schiff nach der Stadt Höxter, einer Mittelstadt mit etwa 30.000 Einwohnern in Nordrhein-Westfalen an der Weser. Die Höxter wurde 1980 von der Arminiuswerft noch für die OWD gebaut. Bis 2003 gehörte das Schiff zur Oberweser-Dampfschiffahrt GmbH. Nach einem negativen Geschäftsergebnis im Jahr 2002 beschloss der Aufsichtsrat die Insolvenz der OWD zu beantragen. Im Februar 2003 wurde die Gesellschaft liquidiert. Die MECO GmbH Nienburg erwarb im Frühjahr vier Schiffe, die Bodenwerder, die Holzminden, die Höxter und die Karlshafen der OWD und nahm 2003 unter dem Namen Flotte Weser den Schifffahrtsbetrieb auf. Die Höxter ist das zurzeit größte Fahrgastschiff der Flotte Weser. Das Schiff besitzt zwei Freidecks auf verschiedenen Ebenen, wobei das hintere Freideck überdacht ist. Der obere Panoramasalon der Höxter bietet Platz für etwa 80 Gäste. Standort des Schiffes ist Bad Karlshafen an der Oberweser.